# دابس غرير
دابس غرير (بالإنجليزية: Dabbs Greer)‏ مواليد 2 أبريل 1917 في فيرفيو، الولايات المتحدة - الوفاة 28 أبريل 2007 في باسادينا، الولايات المتحدة، هو ممثل أمريكي بدأ مسيرته الفنية سنة 1949. امتدت مسيرته الفنية لأكثر من 54 عاما.

## الأعمال

### أفلام
- ستورم وارنينغ
- السيء والجميلة
- يوليوس قيصر
- أريد أن أعيش
- دي أوف ذا أوتلو
- شيناندواه
- كون إير
- الميل الأخضر

### مسلسلات
| السنة | العمل               | الدور               |
| ----- | ------------------- | ------------------- |
| 1951  | سبيس باترول         | بول مارين           |
| 1954  | لاسي                | كيسي هاول / جو بيكر |
| 1955  | الأب أعلم           |                     |
| 1956  | غان سموك            |                     |
| 1958  | بيري ماسون          |                     |
| 1961  | بونانزا             |                     |
| 1962  | توايلايت زون        |                     |
| 1965  | بيتون بليس          |                     |
| 1965  | ذا فيرجينيان        |                     |
| 1966  | ذا إف بي آي         |                     |
| 1967  | مانيكس              |                     |
| 1969  | أيرون سايد          |                     |
| 1974  | بيت صغير على المرج  |                     |
| 1975  | ساترداي نايت لايف   |                     |
| 1978  | الرجل الأخضر الخارق |                     |
| 1981  | مسلسل ملائكة تشارلي |                     |
| 1989  | روزان               | جو                  |
| 1991  | إمبتي نيست          |                     |
| 1998  | آلي مكبيل           | فنسنت روبنز         |
| 2001  | دياجنوسيز: موردر    |                     |

## روابط خارجية
- دابس غرير على موقع IMDb (الإنجليزية)
- دابس غرير على موقع ألو سيني (الفرنسية)
- دابس غرير على موقع تيرنر كلاسيك موفيز (الإنجليزية)
- دابس غرير على موقع أول موفي (الإنجليزية)
- دابس غرير على موقع قاعدة بيانات الأفلام السويدية (السويدية)
- دابس غرير على موقع إن إن دي بي (الإنجليزية)
- دابس غرير على موقع قاعدة بيانات الفيلم (الإنجليزية)
- دابس غرير على موقع كينوبويسك (الروسية)